# Дембняк (Сувальський повіт)
Дембняк (пол. Dębniak) — село в Польщі, у гміні Шиплішки Сувальського повіту Підляського воєводства.
Населення — 83 особи (2011).
У 1975-1998 роках село належало до Сувальського воєводства.

## Демографія
Демографічна структура станом на 31 березня 2011 року:
|          | Загалом | Допрацездатний вік | Працездатний вік | Постпрацездатний вік |
| -------- | ------- | ------------------ | ---------------- | -------------------- |
| Чоловіки | 37      | 1                  | 29               | 7                    |
| Жінки    | 46      | 15                 | 18               | 13                   |
| Разом    | 83      | 16                 | 47               | 20                   |